# Rourea macrocalyx
Rourea macrocalyx är en tvåhjärtbladig växtart som beskrevs av E. Carbonó, E. Forero & L.A. Vidal. Rourea macrocalyx ingår i släktet Rourea och familjen Connaraceae. Inga underarter finns listade i Catalogue of Life.